# Dídac Cuevas
Dídac Cuevas Simarro (Barcelona; 20 de junio de 2000) es un baloncestista español que pertenece a la plantilla del Club Basquet Coruña de la Primera FEB. Con 1,78 metros de estatura, juega en la posición de base.

## Trayectoria deportiva
Inició a jugar al baloncesto en el SESE (Barcelona).
Formado en las categorías inferiores del SESE de Barcelona y Joventut de Badalona, estuvo desde 2016 a 2018 a las órdenes de Daniel Miret en el equipo júnior del Joventut. 
Cuevas fue internacional en las categorías inferiores, siendo Campeón de Europa U16 en Polonia en 2016 y Plata en Bratislava U18 en 2017.
Comienza la temporada 2018-19, cedido por la Penya, en las filas del CB Clavijo de LEB Plata.
En noviembre de 2018, tras la lesión del base lituano Artūrs Žagars en el CB Prat, el joven base se incorpora al conjunto catalán cedido por el Joventut para volver a trabajar con Daniel Miret.
En julio de 2021, firma por el UBU Tizona en Liga LEB Plata.
El 17 de enero de 2024, ficha por Casademont Zaragoza de la Liga ACB.
El 7 de julio de 2024, firma por el San Pablo Burgos en la Liga LEB Oro, cedido por el Casademont Zaragoza.
Tras finalizar la cesión, el 11 de julio de 2025, llega a un acuerdo con Casademont Zaragoza para desvincularse del club y queda libre. 
El 12 de julio de 2025, firma por el Club Basquet Coruña de la Primera FEB.

## Palmarés
- 2016. Oro. Europeo sub-16 en Polonia.
- 2017. Plata. Europeo sub-18 en Bratislava.
- 2019. Plata. Europeo sub-20 en Israel.